# Les Cinq du jazz-band
Pour plus de détails, voir Fiche technique et Distribution.
Les Cinq du jazz-band (Fünf von der Jazzband) est un film allemand réalisé par Erich Engel, sorti en 1932.

## Synopsis
Le riche oncle américain de Peter Pett, un vendeur d'aspirateurs, a stipulé dans son testament que son neveu ne peut hériter des cinq millions de dollars qui lui restent, que s'il est marié et heureux. Autrement, les cinq millions devraient aller son autre cousin écossais, Patrick. Mandaté par l'exécuteur testamentaire, Monsieur Blubberbloom vient en Europe pour voir si Peter est également heureux avec sa femme Hix. Mais l'insidieux Blubberboom amène Peter à New York sans sa femme et veut que la belle Mabel apparaisse comme sa femme lors de la représentation là-bas.
Mais Patrick, qui ressemble étrangement à son cousin, veut aussi l'argent. Il apparaît à Hix et voyage également avec elle à New York. A l'Atlantic Hotel, tout le monde se retrouve sans se rencontrer au départ. Il y a des scènes déroutantes, et même en tant que spectateur, il est difficile de dire lequel des deux Petts vous regardez. Finalement, Blubberbloom se révèle être un gangster et cache Hix pour éviter de rencontrer son mari. Mais finalement, Hix et Peter se rencontrent enfin, s'embrassent, et ce bonheur évident décide aussi des millions. Mais Patrick ne repart pas non plus les mains vides : il a conquis le cœur de Mabel.

## Fiche technique
- Titre français : Les Cinq du jazz-band[1]
- Titre original allemand : Fünf von der Jazzband
- Réalisation : Erich Engel
- Scénario : Curt Alexander et Henry Koster d'après la pièce de Felix Jackson
- Photographie : Reimar Kuntze
- Montage : Andrew Marton
- Musique : Theo Mackeben
- Pays d'origine : République de Weimar
- Format : Noir et blanc - 1,37:1 - Mono
- Genre : Comédie et film musical
- Date de sortie : 
  - Autriche : 19 mars 1932 (Vienne)
  - République de Weimar : 12 avril 1932 (Berlin)
  - France : 6 avril 1934 (Lille)

## Distribution
- Jenny Jugo : Jessie
- Rolf von Goth (en) : Jim
- Fritz Klippel : Moritz
- Karel Stepanek : Jean
- Günther Vogdt : Bill
- Theo Shall : Martin
- Werner Pledath (en) : Directeur
- Arthur Mainzer : Sasse
- Heinrich Gretler : Juge
- Károly Huszár : Présentateur du combat de lutte
- Peter Lorre : Voleur de voitures
- Gustav Püttjer : Machiniste
- Theo Mackeben : Chef d'orchestre
- Gerhard Bienert